# Passalora gliricidiasis
Passalora gliricidiasis är en svampart som först beskrevs av Gonz. Frag. & Cif., och fick sitt nu gällande namn av Poonam Srivast. 1994. Passalora gliricidiasis ingår i släktet Passalora och familjen Mycosphaerellaceae.   Inga underarter finns listade i Catalogue of Life.